# 代朗
代朗（葡萄牙語：Deilão），葡萄牙布拉干萨区的一个堂区。总面积42.14平方公里，总人口219人，人口密度5.2人/平方公里。